# Trigonoptera trobriandensis
Trigonoptera trobriandensis là một loài bọ cánh cứng trong họ Cerambycidae.